# Opéra à sauvetage

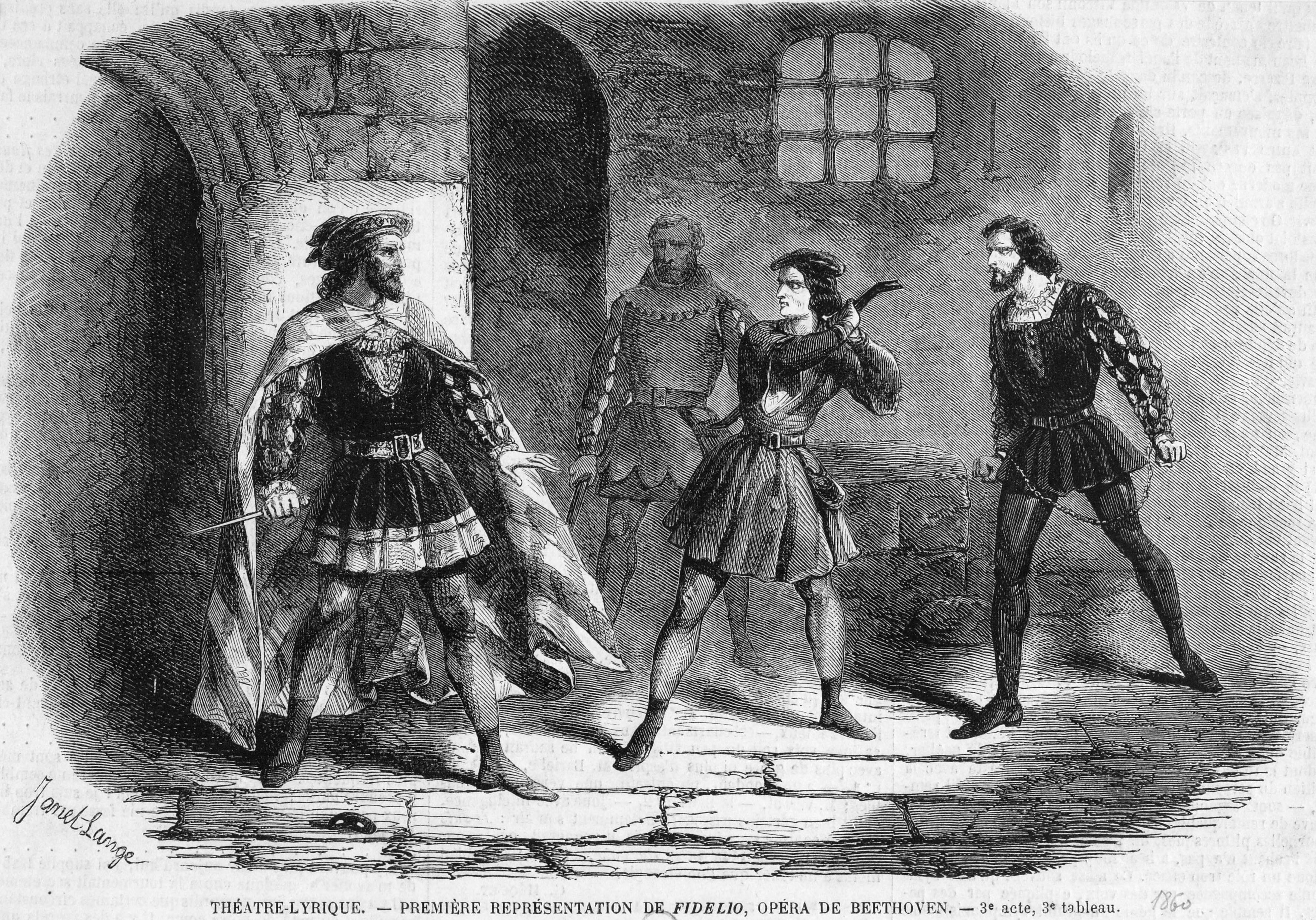
3. dějství z Beethovenovy opery Fidelio

Opéra à sauvetage (angl.: rescue opera, něm.: Rettungsoper, česky: opera s vysvobozením), byl operní žánr, populární zejména v Německu a Francii, koncem 18. a počátku 19. století (ve Francii vešel tento typ opery v oblibu v období Velké francouzské revoluce – ve velkém množství oper tohoto typu je zde osvobozován politický vězeň). 

## Charakteristika
Schéma této opery vždy spočívá v osvobození určité postavy hlavním hrdinou. Stylistikou i tématem má opéra à sauvetage blízko ke opéra comique, hudebně se však blíží velké opeře a německé romantické opeře.

## Seznamopéras à sauvetage
- Fidelio, Ludwig van Beethoven, 1805